# Wienerfilharmonikernas nyårskonsert 2018

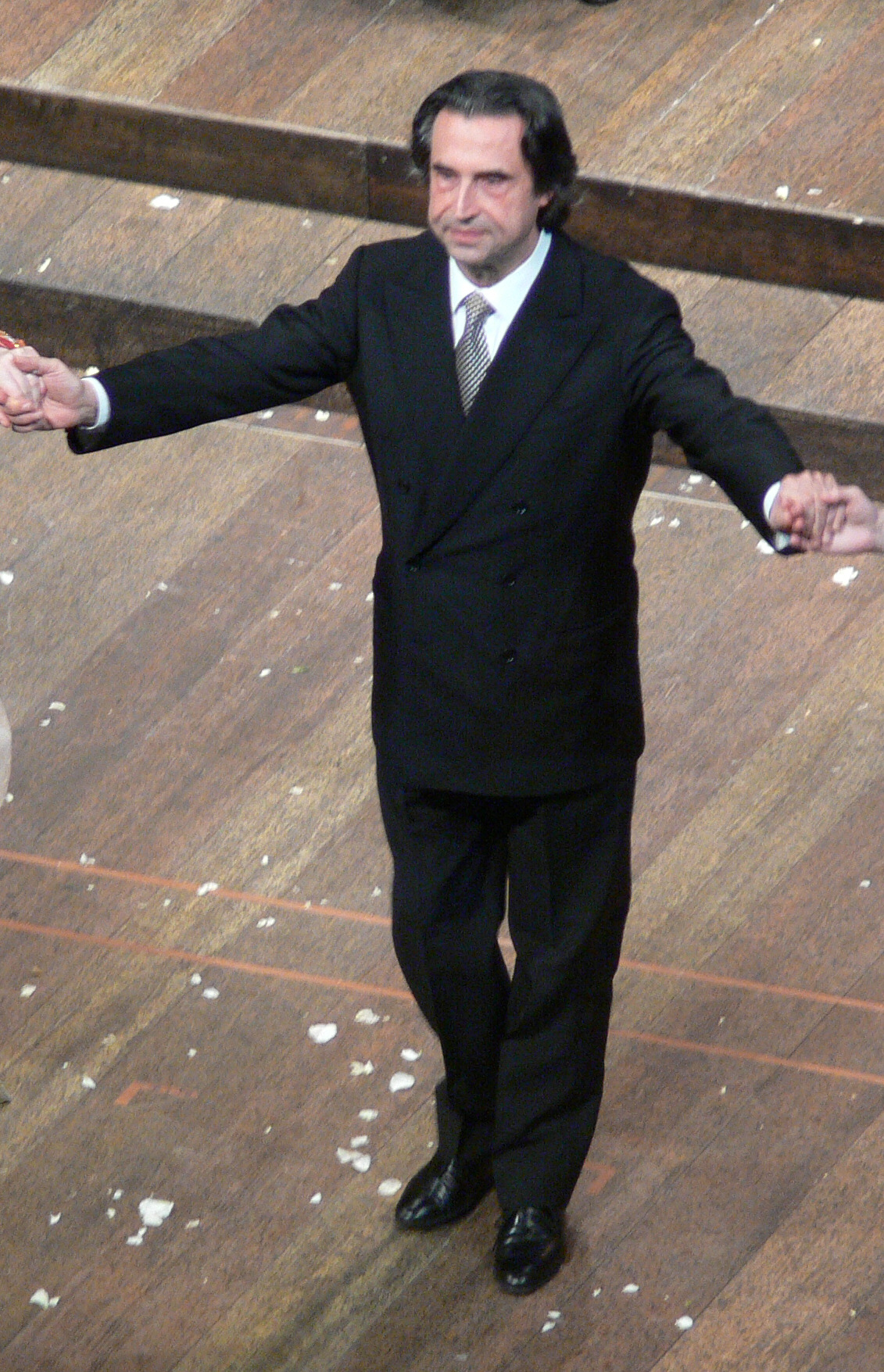
Riccardo Muti (2008)

Wienerfilharmonikernas nyårskonsert 2018 räknas som den 78:e nyårskonserten från Wien och ägde rum den 1 januari 2018 i Wiens Musikverein. Dirigent var för femte gången Riccardo Muti, även dirigerade konserterna åren 1993, 1997, 2000 och 2004.

## Historia
Strikt räknat var det Wienerfilharmonikernas 74:e nyårskonsert, eftersom det inte var förrän 1946 som namnet introducerades. Dessutom var det den 79:e Årsskifteskonserten, då det vid årsskiftet 1939/40 gavs en Außerordentliches Konzert (extraordinär konsert) av Wienerfilharmonikerna, som dock ägde rum på nyårsafton 1939. Från 1941 dirigerades nyårskonserten av Clemens Krauss, med undantag för åren 1946 och 1947 då Krauss förbjöds att dirigera på grund av sin närhet till nazistregimen och ersattes av Strausspecialisten Josef Krips.
Efter Clemens Krauss död 1955 följde Willi Boskovsky, konsertmästare i Wienerfilharmonikerna, som dirigerade konserten 25 gånger i rad. Från 1980 till 1986 följde sju konserter med dirigenten Lorin Maazel, som tjänstgjorde som chef för Wiener Staatsoper från 1982 till 1984. Därefter beslutade Wienerfilharmonikerna att bjuda in en ny dirigent varje år.

## Konserten
Bland annat firades 300-årsjubileet av Amugartens porslinsfabrik och grundandet av det österrikiska nationalbiblioteket för 650 år sedan.

### Blomsterarrangemang
För fjärde gången kom blomsterdekorationerna från Wiens stadsträdgård. 30 000 blommor med rosor, amaryllis och cymbidium smyckade Goldene Saal. Nejlikor och liljor användes för att hylla Mutis hemland Italien. Blommorna hölls i subtil pastell, dominerad av nyanser av rosa, pastellorange och färskt grönt.

### Publiken
Förbundskansler Sebastian Kurz bjöd in Nederländernas premiärminister Mark Rutte till nyårskonserten, förbundspresident Alexander Van der Bellen bjöd in statscheferna från Estland och Bulgarien. Van der Bellen välkomnade Estlands president Kersti Kaljulaid, liksom den bulgariska presidenten Rumen Radev till Musikverein. Sedan den 1 juli 2017 har Österrike bildat en trio med Estland och Bulgarien under ordförandeskapet i Europeiska unionens råd med ett gemensamt program för att säkerställa större kontinuitet i EU:s politik. Det bulgariska ordförandeskapet för Europeiska unionens råd 1 inleddes den 1 januari 2018 och det österrikiska ordförandeskapet för Europeiska unionens råd 1 juli.

## Program
Programmet tillkännagavs den 14 november 2017. Sju stycken framfördes för första gången vid Wienerfilharmonikernas nyårskonsert: Wiener Fresken, Brautschau, Marienwalzer, Wilhelm Tell-Galopp, ouvertyren till Boccaccio, Myrthenblüten och Stephanie-Gavotte.

### 1:a delen
- Johann Strauss den yngre: Intågsmarsch ur Der Zigeunerbaron
- Josef Strauss: Wiener Fresken, Vals, op. 249*
- Johann Strauss den yngre: Brautschau-Polka, Polka française, op. 417*
- Johann Strauss den yngre: Leichtes Blut, Polka schnell, op. 319
- Johann Strauss den äldre: Marienwalzer, op. 212*
- Johann Strauss den äldre: Wilhelm Tell-Galopp, Polka schnell, op. 29b*

### 2:a delen
- Franz von Suppé: Ouvertyr till operetten Boccaccio*
- Johann Strauss den yngre: Myrthenblüten, Vals, op. 395*
- Alphons Czibulka: Stephanie-Gavotte, op. 312*
- Johann Strauss den yngre: Freikugeln, Polka schnell, op. 326
- Johann Strauss den yngre: Geschichten aus dem Wienerwald, Vals, op. 325; Solister: Barbara Laister-Ebner, cittra
- Johann Strauss den yngre: Fest-Marsch, op. 452
- Johann Strauss den yngre: Stadt und Land, Polka mazur, op. 322
- Johann Strauss den yngre: Un ballo in maschera, Kadrilj, op. 272
- Johann Strauss den yngre: Rosen aus dem Süden, Vals, op. 388
- Josef Strauss: Eingesendet, Polka schnell, op. 240

### Extranummer
- Johann Strauss den yngre: Unter Donner und Blitz, Polka schnell, op. 324
- Johann Strauss den yngre: An der schönen blauen Donau, Vals, op. 314
- Johann Strauss den äldre: Radetzkymarsch, op. 228

Verkförteckningen och verkens ordning finns på Wienerfilharmonikernas webbplats.
 Verk markerade med * spelades för första gången vid en nyårskonsert.

## Balettinslag

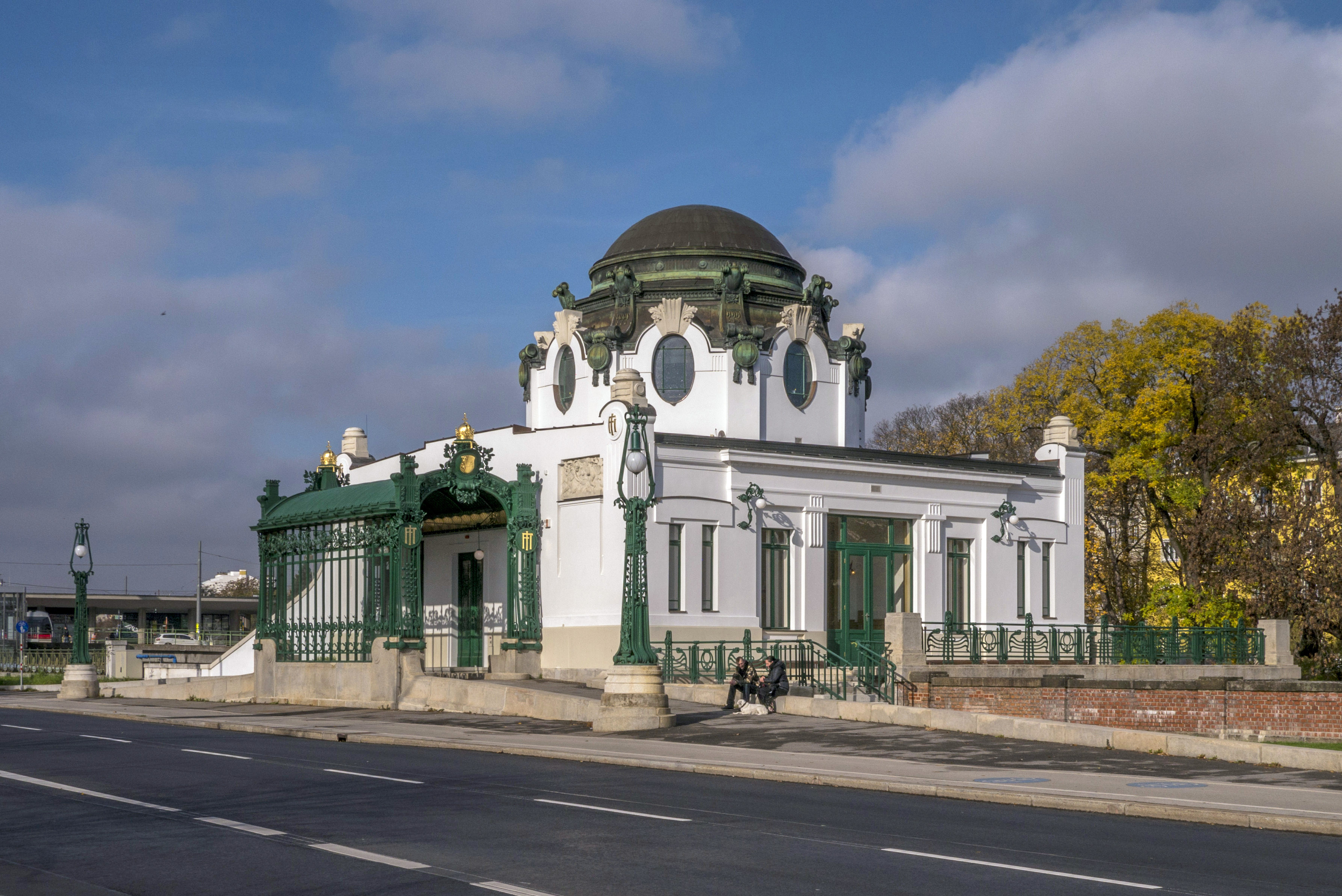
Hietzing Hofpavillon.

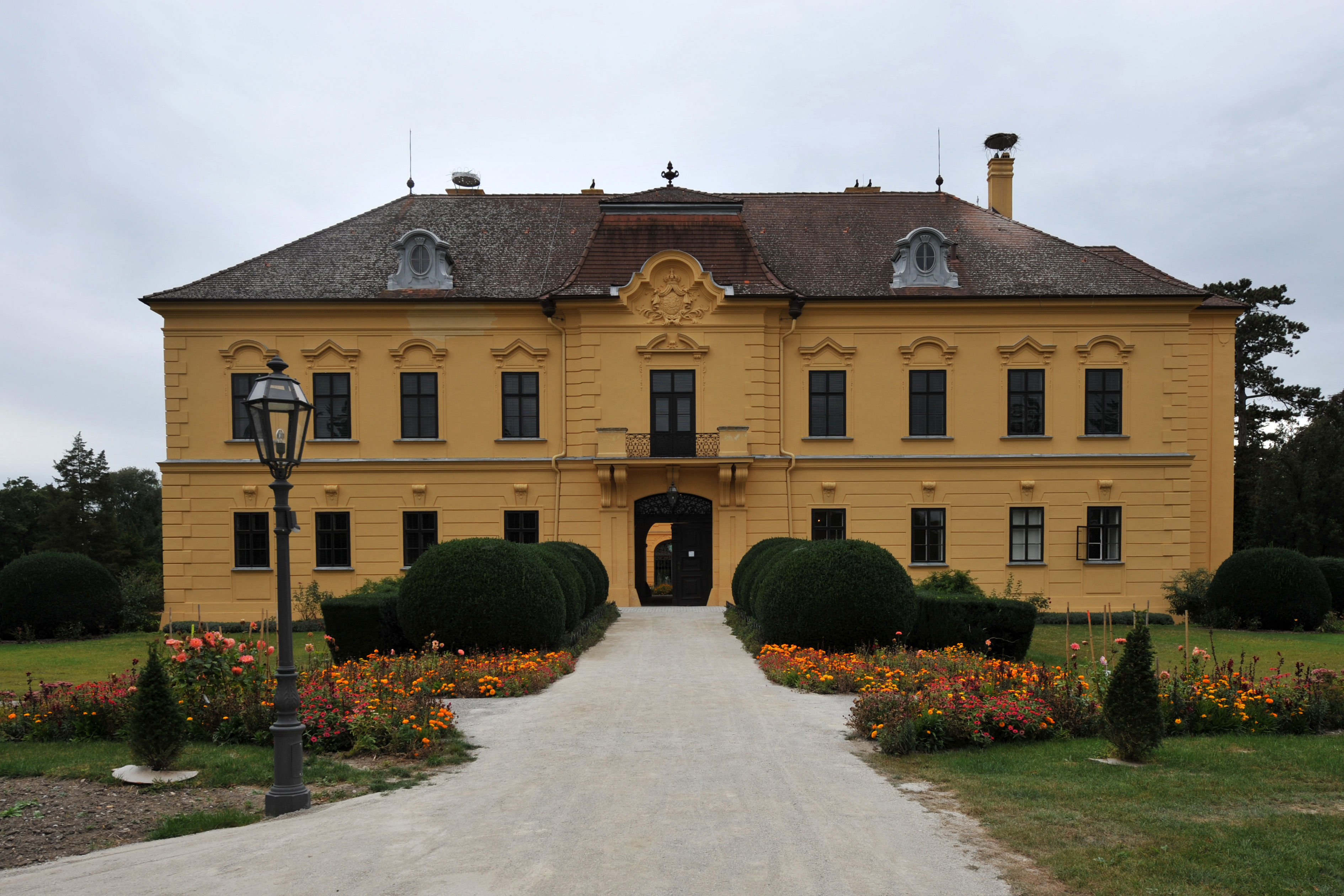
Schloss Eckartsau.

Solister från Wiens statsbalett stod framför kameran för dansmellanspelen på Schloss Eckartsau och i Hofpavillon i Wien-Hietzing, medan Henning Kasten ansvarade för regin. Liksom 2012 och 2015 gjordes koreografin av Davide Bombana. På slottet Eckartsau dansade paren Maria Yakovleva och Eno Peci, Ioanna Avraam och Mihail Sosnovschi, Alice Firenze och Francesco Costa, Elena Bottaro och Richard Szabo samt Adele Fiocchi och Andrey Teterin till valsen Rosen aus dem Süden. I Hietzinger-paviljongen dansade Rebecca Horner och Roman Lazik en pas de deux till Stephanie-Gavotte. Balettdräkterna designades av Jordi Roig.
Platserna för dansföreställningarna var till minne av 100-årsdagen av hovpaviljongens arkitekt Otto Wagners död och de historiska händelserna 1918 på Eckartsau slott.

## Pausfilm

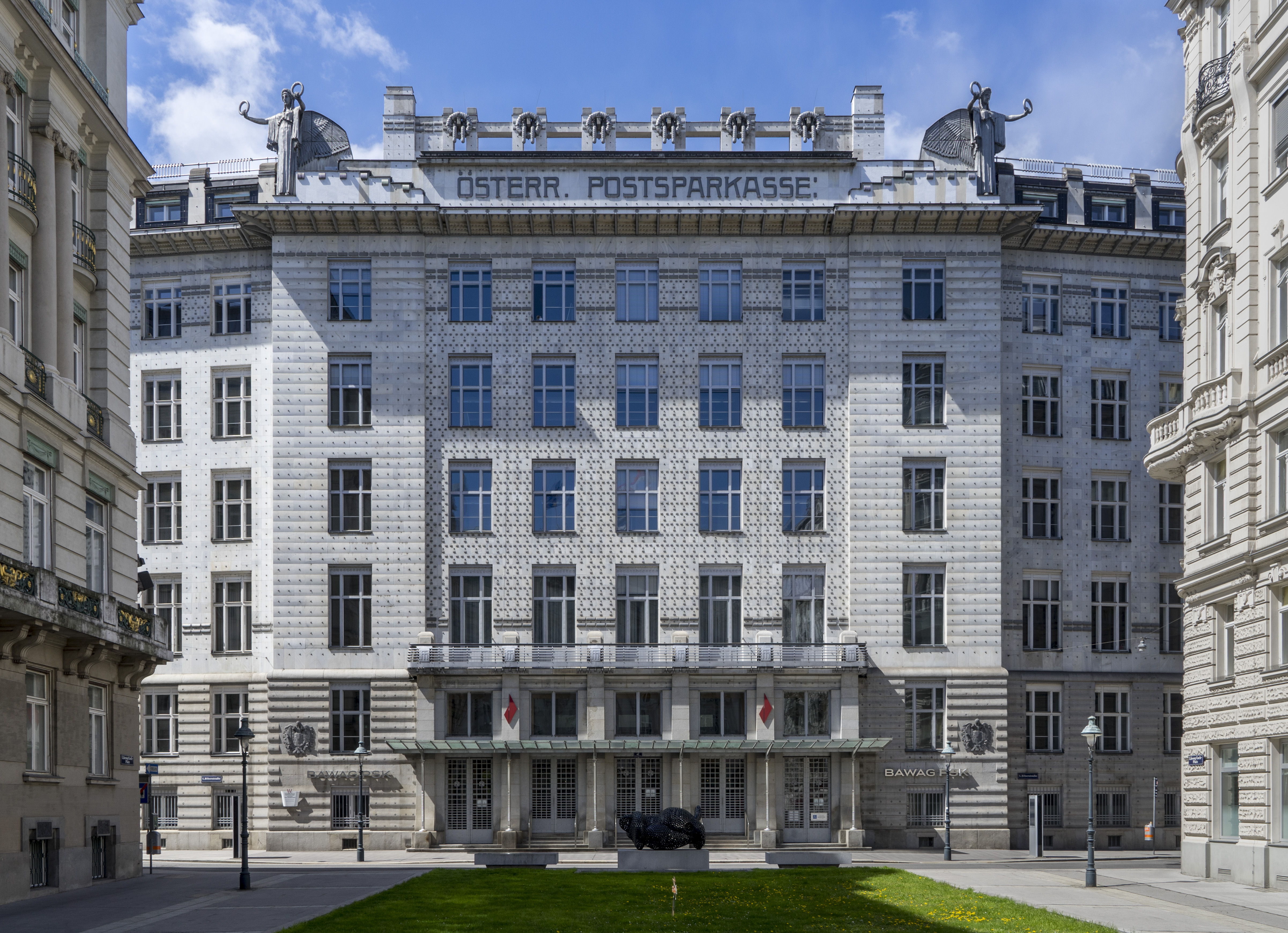
Framsida av Wiener Postsparkasse av arkitekten Otto Wagner

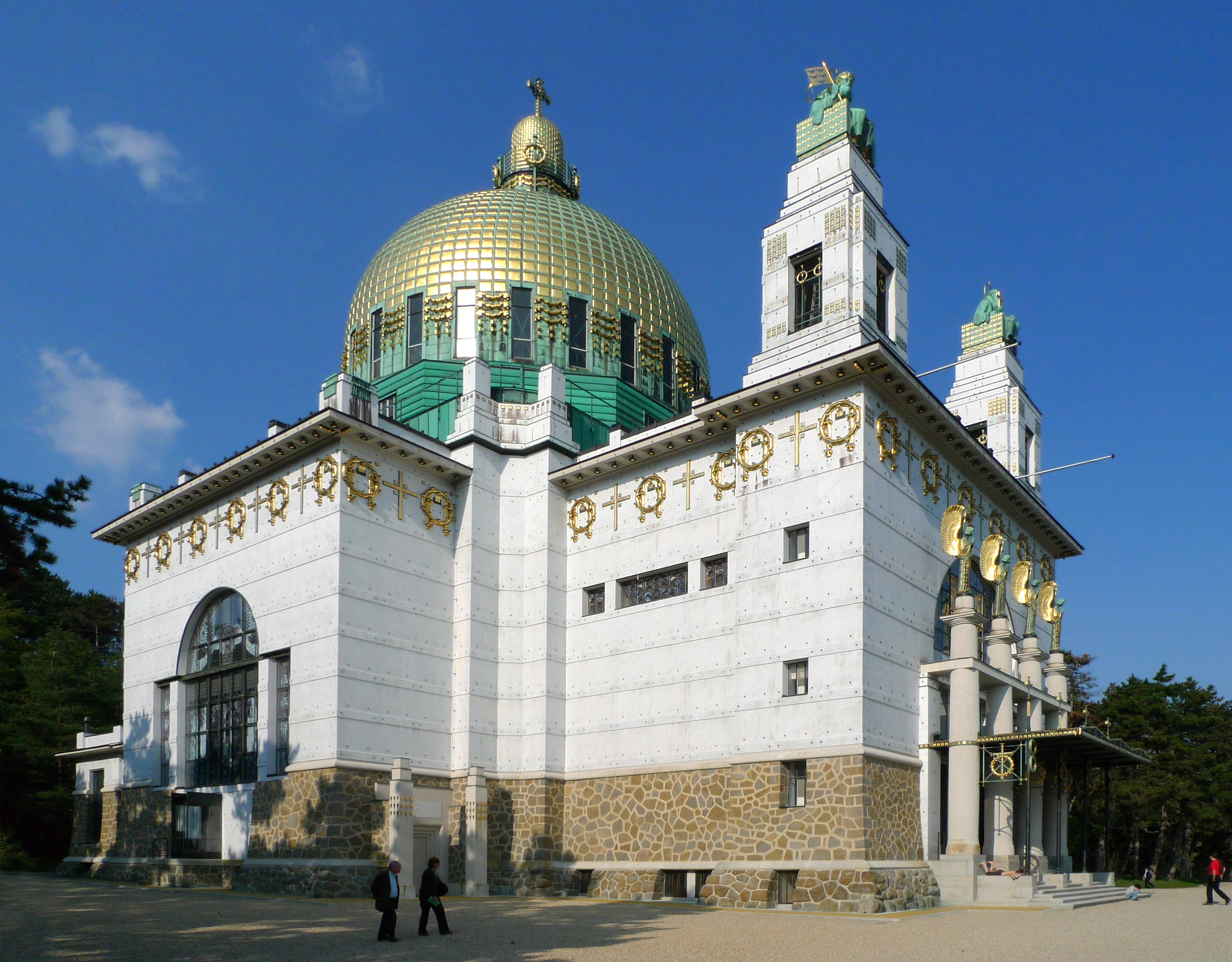
Kirche am Steinhof

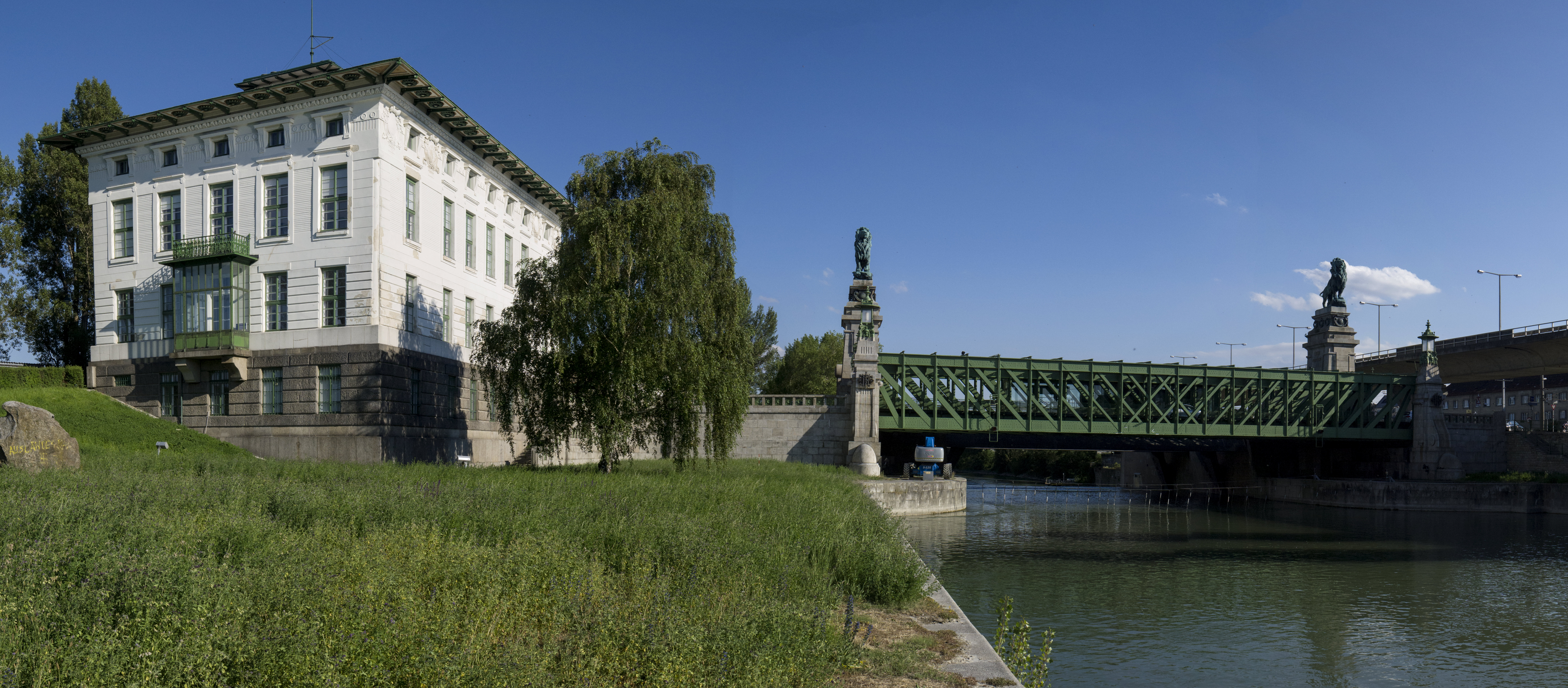
Nussdorfer Wehr

Pausfilmen för nyårskonserten 2018 med titeln Wiener Moderne 1918 · 2018 designades och producerades av Georg Riha och hyllade wienmodernismen och dess viktigaste representanter Otto Wagner, Gustav Klimt, Egon Schiele och Koloman Moser, som alla dog 1918. Målaren Broncia Koller-Pinell spelade en liten roll som deras musa och följeslagare. I den cirka 26 minuter långa filmen uppträdde ensembler från Wienerfilharmonikerna på olika historiska platser i Wien: Wiens postsparbank, tunnelbanepaviljongerna, Kirche am Steinhof, det tidigare statliga bankens huvudkontor, Österreichische Galerie Belvedere, Schützenhaus, Nussdorfer Wehr och MuseumsQuartier. Filmen gjordes som en samproduktion mellan ORF och Wienerfilharmonikerna, producerad av Riha Film i samarbete med Wiens turistbyrå och Wiens handelskammare.

### Musik
- Alexander Nikolajewitsch Tscherepnin: Trio für 3 Flöten, op. 59
  - Günter Federsel, Karin Bonelli, Wolfgang Breinschmid (Flöjt)
- Harald Genzmer: Trio für Flöte, Viola und Harfe
  - Aurora Trio Wien
    - Gerhard Marschner (Viola)
    - Charlotte Balzereit (Harpa)
    - Karl-Heinz Schütz (Flöjt)
- Joseph Mayseder: Variationen über die Romanze "La Sentinelle", op. 18, C-Dur 
  - Ensemble Violissymo, Arrangement und Bearbeitung: Raimund Lissy
    - Raimund Lissy, Adela Frasineanu, Benjamin Morrison (Violin)
    - Helmut Zehetner (Viola)
    - David Pennetzdorfer (Violoncell)
- Nikolai Nikolajewitsch Tscherepnin: 6 Stücke für Hornquartett, op. 35
  - Ronald Janezic, Wolfgang Lintner, Wolfgang Vladar, Lars Michael Stransky (Wiener Horn)
- Christian Bakanič: Valse Rouge
  - Plattform K+K Vienna
    - Kirill Kobantschenko (Violin)
    - Michael Strasser (Viola)
    - Florian Eggner (Cello)
    - Bartosz Sikorski (Kontrabas)
    - Christian Bakanič (Dragspel)
- Joseph Mayseder: Variationen über ein eigenes Thema, op. 45, E-Dur
  - Patricia Hood-Koll, Raimund Lissy, Benjamin Morrison (Violin)
  - Robert Bauerstatter (Viola)
  - Susanne Lehner (Violoncell)
- Johann Strauss den yngre: Perpetuum Mobile, op. 257
  - Christian Bakanič (Dragspel)
  - Benjamin Morrison (Violin)
  - Karin Bonelli (Flöjt)

## TV-utsändningar
För första gången var Henning Kasten ansvarig för den 60:e ORF-sändningen, med fjorton HDTV-kameror. Konserten sändes i 95 länder runt om i världen. För den amerikanska TV-kanalkedjan PBS var Hugh Bonneville värd för sändningen för första gången, efter att Julie Andrews tidigare hade presenterat evenemanget åtta gånger.
I Österrike såg i genomsnitt 877 000 musikentusiaster den första delen. Den andra delen sågs av i genomsnitt 1,14 miljoner tittare. Pausfilmen nådde i genomsnitt en miljon tittare.

## Inspelningar
Dubbel-CD:n släpptes den 5 januari 2018 och var ett av de mest sålda albumen i Österrike. DVD och Blu Ray-Disc släpptes den 26 januari 2018.

## Weblänkar
- Neujahrskonzert 2018 mit Riccardo Muti